# Muntura Leica M
La muntura d'objectiu Leica M, presentada el 1954 a Photokina, està dissenyada pel seu ús amb càmeres telemètriques, com la Leica M3, la primera de la sèrie. Aquesta muntura l'utilitzen totes les càmeres de la sèrie M, tant de pel·lícula com digitals.
La lletra M de la sèrie prové de la paraula alemanya "Messsuchersystem", que significa telèmetre.
La muntura M té un diàmetre de 44mm i una distància focal de brida de 27,95mm.
Aquesta muntura va substituir la rosca M39 en les càmeres telemètriques de Leica. La muntura de baioneta va permetre canviar les lents més ràpidament i fer que l'ajustament fos més segur.
Aquesta muntura també ha estat usada per Epson, Ricoh, Minolta, Konica, Cosina Voigtländer, Rollei, Carl Zeiss AG i Rollei en algunes de les seves càmeres.

## Esquema de noms de les càmeres amb muntura M

### Pel·lícula
| Model        | Any  |
| ------------ | ---- |
| Leica M3     | 1954 |
| Leica M2     | 1957 |
| Leica M1     | 1959 |
| Leica M4     | 1966 |
| Leica M5     | 1971 |
| Leica M4-2   | 1978 |
| Leica M4-P   | 1980 |
| Leica M6     | 1984 |
| Leica M6J    | 1994 |
| Leica M6 TTL | 1998 |
| Leica M7     | 2002 |
| Leica MP     | 2003 |
| Leica M-A    | 2014 |

A part d'aquests models, també existeixen la Minolta CLE i la Leica CL, les quals també utilitzen pel·lícula de 35mm i muntura M. La col·loboració de Leitz i Minolta, a part de donar com a resultat la CLE, també va donar la Leica R3, la Leica M5, la Leica CL, el Vario-Elmar-R 75-200/4.5 i alguns objectius més.

A part d'aquestes col·laboracions de Leica, el 2020 va sortir al mercat la Pixii, una càmera sense pantalla, amb sensor APS-C i muntura Leica M. El 2024 va sortir la Pixii Max, també sense pantalla però amb un sensor Full Frame i la mateixa muntura de baioneta.

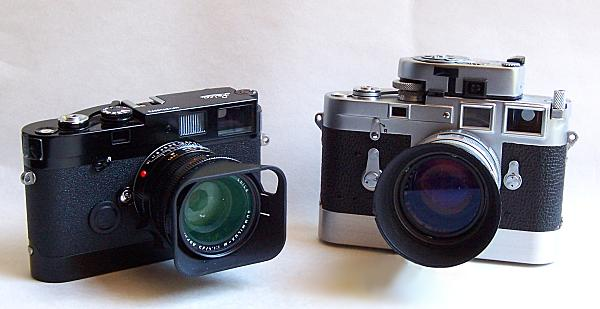
Leica MP i Leica M3

### Digital
| Model             | Any  |
| ----------------- | ---- |
| Leica M8          | 2006 |
| Leica M8.2        | 2008 |
| Leica M9          | 2009 |
| Leica M9-P        | 2011 |
| Leica M (Typ 240) | 2012 |
| Leica M-P         | 2014 |
| Leica M (Typ 262) | 2015 |
| Leica M-D         | 2016 |
| Leica M10         | 2017 |
| Leica M10-P       | 2018 |
| Leica M-E         | 2019 |
| Leica M10-R       | 2020 |
| Leica M11         | 2022 |
| Leica M11-P       | 2023 |

### Monocrom
| Model                       | Any  |
| --------------------------- | ---- |
| Leica M Monochrom           | 2012 |
| Leica M Monochrom (Typ 246) | 2015 |
| Leica M10 Monochrom         | 2020 |
| Leica M11 Monochrom         | 2023 |

### Digital sense pantalla
| Model               | Any  |
| ------------------- | ---- |
| Leica M-D (Typ 262) | 2016 |
| Leica M10-D         | 2018 |
| Leica M11-D         | 2024 |

## Sigles
Leica divideix les lents en funció de la seva obertura màxima (també conegut com a nombre f). Es distingeixen pels seus noms:
| Nom                | Nombre f                      |
| ------------------ | ----------------------------- |
| Noctilux           | f/0.95, f/1.0, f/1.2 o f/1.25 |
| Summilux           | f/1.4 o f/1.5                 |
| Summicron          | f/2                           |
| Summarit           | f/2.4 o f/2.5                 |
| Elmarit            | f/2.8                         |
| Elmar, Super Elmar | f/2.8, f/3.4, f/3.8 o f/4     |
| Summaron           | f/3.5 o f/5.6                 |
| Hektor             | f/4.5                         |

Igual que tots els altres fabricants d'objectius, Leica també usa un conjunt de sigles per a designar aspectes bàsics de cada objectiu, per a indicar des de quina mena de cos és l'ideal per a muntar-ho fins a característiques de fabricació:
- APO: Incorpora lents especials de baixa dispersió per a corregir aberracions cromàtiques
- ASPH: Incorpora lents especials de superfície no esfèrica
- Thambar: Objectiu d'enfocament suau, amb una estètica romàntica[41]
- Tele: Teleobjectiu
- Telyt: Objectiu per fotografiar a grans distàncies[42]
- Tri: Objectiu amb tres distàncies focals diferents

## Objectius

### Fixos
| Distància focal | Obertura | Any  | Distància mínima d'enfoc | Diametre de filtre                 |
| --------------- | -------- | ---- | ------------------------ | ---------------------------------- |
| 18mm            | 3.8      | 2009 | 0.70m                    | 77mm                               |
| 21mm            | 3.4      | 2011 | 0.70m                    | 46mm                               |
| 21mm            | 2.8      | 1997 | 0.70m                    | 55mm                               |
| 21mm            | 1.4      | 2008 | 0.70m                    | Filtre de la sèrie VIII al parasol |
| 24mm            | 3.8      | 2008 | 0.70m                    | 46mm                               |
| 24mm            | 2.8      | 1996 | 0.70m                    | 55mm                               |
| 24mm            | 1.4      | 2008 | 0.70m                    | Filtre de la sèrie VIII al parasol |
| 28mm            | 5.6      | 2016 | 1.00m                    | 34mm                               |
| 28mm            | 2.8      | 2006 | 0.70m                    | 39mm                               |
| 28mm            | 2.0      | 2000 | 0.70m                    | 46mm                               |
| 28mm            | 1.4      | 2014 | 0.70m                    | 49mm                               |
| 35mm            | 2.5      | 2007 | 0.70m                    | 39mm                               |
| 35mm            | 2.4      | 2014 | 0.80m                    | 46mm                               |
| 35mm            | 2.0      | 1979 | 0.70m                    | 39mm                               |
| 35mm            | 2.0      | 1996 | 0.70m                    | 39mm                               |
| 35mm            | 2.0      | 2021 | 0.30m                    | 39mm                               |
| 35mm            | 1.4      | 1994 | 0.70                     | 46mm                               |
| 35mm            | 1.4      | 2010 | 0.70m                    | 46mm                               |
| 35mm            | 1.4      | 2022 | 0.40                     | 46mm                               |
| 50mm            | 2.8      | 1994 | 0.70m                    | 39mm                               |
| 50mm            | 2.5      | 2007 | 0.80m                    | 39mm                               |
| 50mm            | 2.4      | 2014 | 0.80m                    | 46mm                               |
| 50mm            | 2.0      | 1979 | 0.70m                    | 39mm                               |
| 50mm            | 2.0      | 2012 | 0.70m                    | 39mm                               |
| 50mm            | 1.4      | 1961 | 0.70m                    | 46mm                               |
| 50mm            | 1.4      | 2004 | 0.70m                    | 46mm                               |
| 50mm            | 1.4      | 2023 | 0.45m                    | 46mm                               |
| 50mm            | 1.2      | 1966 | 1.00m                    | 49mm                               |
| 50mm            | 1.0      | 1976 | 0.75m                    | 58 / 60mm                          |
| 50mm            | 0.95     | 2008 | 0.70m                    | 60mm                               |
| 75mm            | 2.5      | 2007 | 0.90m                    | 46mm                               |
| 75mm            | 2.4      | 2014 | 0.70m                    | 46mm                               |
| 75mm            | 2.0      | 2005 | 0.70m                    | 49mm                               |
| 75mm            | 1.4      | 1980 | 0.80m                    | 60mm                               |
| 75mm            | 1.25     | 2017 | 0.85m                    | 67mm                               |
| 90mm            | 4.0      | 2003 | 0.77m                    | 39mm                               |
| 90mm            | 2.8      | 1974 | 1.00m                    | 39mm                               |
| 90mm            | 2.8      | 1990 | 1.00m                    | 46mm                               |
| 90mm            | 2.5      | 2007 | 1.00m                    | 46mm                               |
| 90mm            | 2.4      | 2014 | 0.90m                    | 46mm                               |
| 90mm            | 2.2      | 2017 | 1.00m                    | 49mm                               |
| 90mm            | 2.0      | 1980 | 1.00m                    | 49 / 55mm                          |
| 90mm            | 2.0      | 1998 | 1.00m                    | 55mm                               |
| 90mm            | 1.5      | 2019 | 1.00m                    | 67mm                               |
| 135mm           | 4.0      | 1990 | 1.50m                    | 46mm                               |
| 135mm           | 3.4      | 1998 | 1.50m                    | 49mm                               |

### Fixos de Minolta

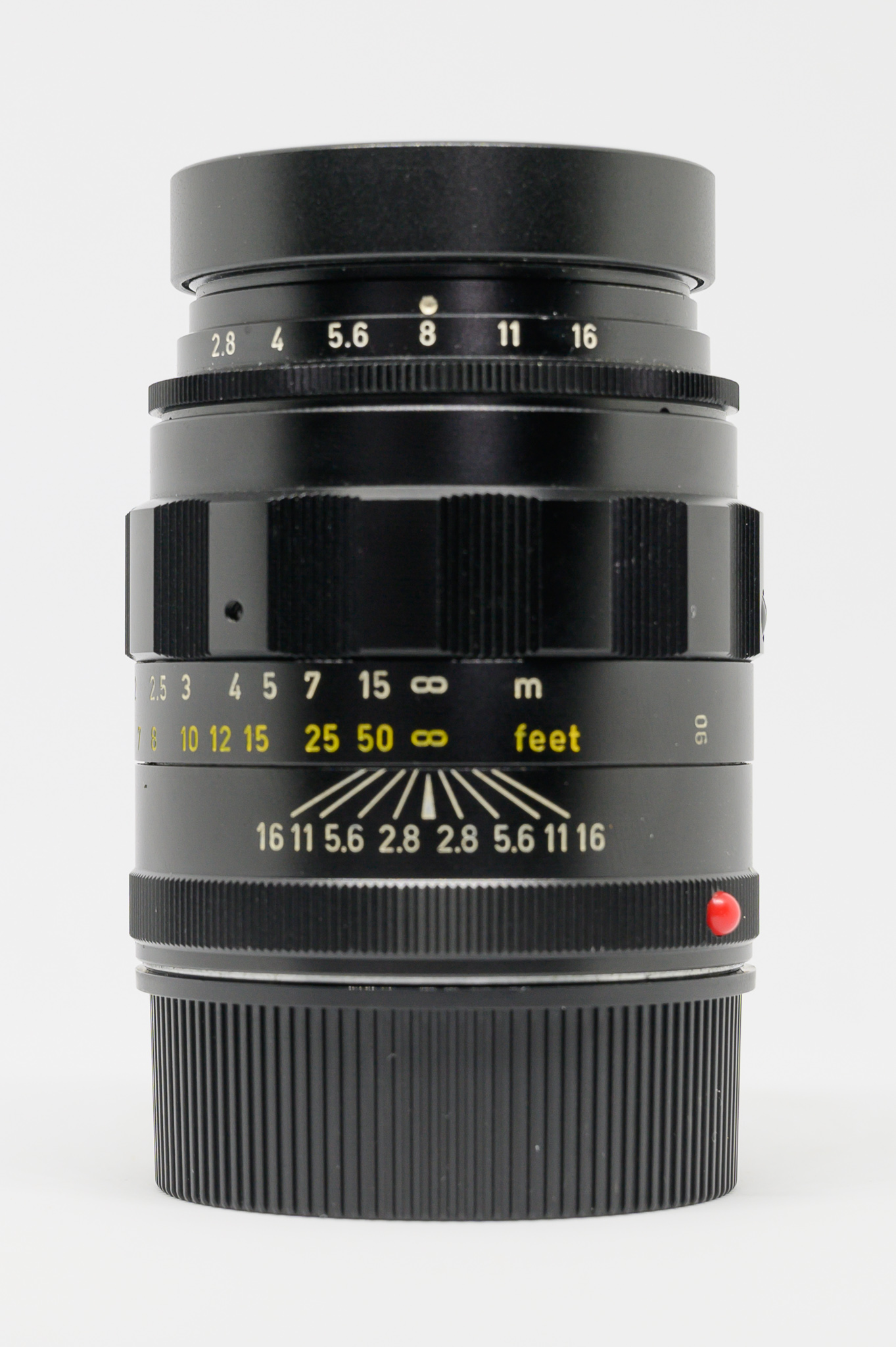
Leica Tele-Elmarit-M 90mm f/2.8

| Distància focal | Obertura | Any  | Distància mínima d'enfoc | Diametre de filtre |
| --------------- | -------- | ---- | ------------------------ | ------------------ |
| 28mm            | 2.8      | -    | 0.80m                    | 40.5mm             |
| 40mm            | 2.0      | 1972 | 0.80m                    | 40.5mm             |
| 40mm            | 2.0      | 1980 | 1.00m                    | 40.5mm             |
| 90mm            | 4.0      | 1973 | 1.00m                    | 40.5mm             |
| 90mm            | 4.0      | 1980 | 1.00m                    | 40.5mm             |

### Zoom
| Distància focal | Obertura | Any  | Distància mínima d'enfoc | Diametre de filtre |
| --------------- | -------- | ---- | ------------------------ | ------------------ |
| 16-18-21mm      | 4.0      | 2006 | 0.50m                    | 67mm               |
| 28-35-50mm      | 4.0      | 1998 | 1.00m                    | 49 / 55mm          |

## Adaptadors
- Leica Macro-Adapter M: L'adaptador està dissenyat per muntar-se entre la càmera i el Leica Macro-Elmar-M 90 mm f/4 i permet enfocar des de 41cm (relació de reproducció 1:2) fins a l'infinit sense haver de desmuntar l'adaptador. Permet una extensió variable d'entre 18 i 30mm, així variant la relació de reproducció macro.[89]
- Leica R-M: L'adaptador està dissenyat per muntar objectius de Leica R en càmeres Leica M.[90]

## Terceres marques
Actualment, les següents marques fabriquen objectius amb muntura Leica M:
- 7artisans
- Cosina Voigtälnder
- Minolta
- TTartisan[92]
- Venus optics
- Zeiss
- Zenit